# Glasögonvanga
Glasögonvanga (Leptopterus chabert) är en fågel i familjen vangor inom ordningen tättingar.

## Utseende och läte
Glasögonvangan är en liten, svartvit finkliknande vanga. I sydvästra delen av utbredningsområdet uppvisar den en vit fläck vid stjärtroten, medan stjärten är helsvart på andra ställen. Den är mindre än vithuvad vanga och har till skillnad från denna svart hjässa. Blåvangan är också större, med blå snarare än svart rygg. Lätet hörs ofta, ett torrt "cha-bert" som gett arten dess vetenskapliga artnamn.

## Utbredning och systematik
Glasögonvanga placeras som enda art i släktet Leptopterus. Den delas in i två underarter:
- Leptopterus chabert chabert – förekommer i skog och savann på norra och östra Madagaskar
- Leptopterus chabert schistocercus – förekommer i skogar på sydvästra Madagaskar

## Levnadssätt
Glasögonvangan hittas i alla möjliga typer av skogsområden, ibland även i plantage och buskmarker. Den är konstant i rörelse, vanligen i småflockar.

## Status
Arten har ett stort utbredningsområde och internationella naturvårdsunionen IUCN kategoriserar arten som livskraftig. Beståndsutvecklingen är dock oklar.

## Bilder

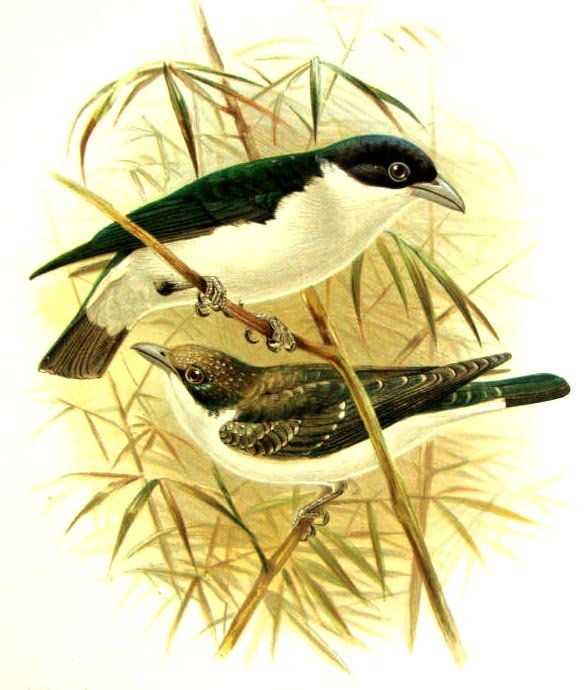
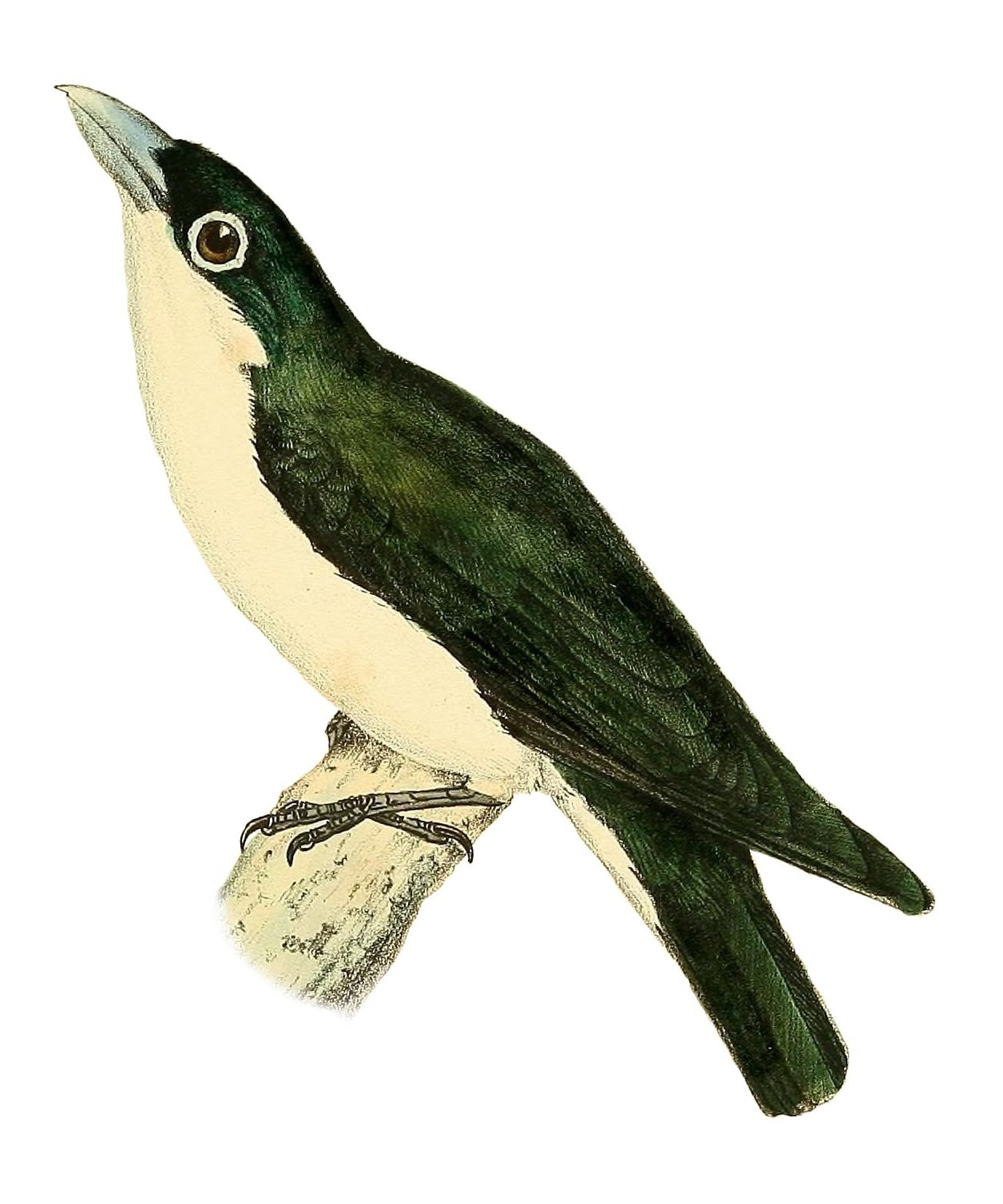